# ISO 3166-2:PL
ISO 3166-2:PL – kody ISO 3166-2 dla podjednostek administracyjnych Polski.
Kody ISO 3166-2 to część standardu ISO 3166 publikowanego przez Międzynarodową Organizację Normalizacyjną. Kody te są przypisywane głównym jednostkom podziału administracyjnego, takim jak np. województwa czy stany, każdego kraju posiadającego kod w standardzie ISO 3166-1.
Aktualnie (2019) dla Polski zdefiniowano kody dla 16 województw.
Pierwsza część oznaczenia to kod Polski zgodnie z ISO 3166-1, natomiast druga część oznaczenia znajdująca się po dywizie to dwucyfrowy identyfikator jednostki administracyjnej systemu TERC. Przed 26 listopada 2018 druga część była kodem dwuliterowym.

## Obecne kody ISO

Mapa Polski z rozmieszczeniem aktualnie obowiązujących kodów ISO

| Kod ISO | Nazwa jednostki administracyjnej | Rodzaj jednostki administracyjnej |
| ------- | -------------------------------- | --------------------------------- |
| PL-02   | dolnośląskie                     | województwo                       |
| PL-04   | kujawsko-pomorskie               | województwo                       |
| PL-08   | lubuskie                         | województwo                       |
| PL-10   | łódzkie                          | województwo                       |
| PL-06   | lubelskie                        | województwo                       |
| PL-12   | małopolskie                      | województwo                       |
| PL-14   | mazowieckie                      | województwo                       |
| PL-16   | opolskie                         | województwo                       |
| PL-20   | podlaskie                        | województwo                       |
| PL-18   | podkarpackie                     | województwo                       |
| PL-22   | pomorskie                        | województwo                       |
| PL-26   | świętokrzyskie                   | województwo                       |
| PL-24   | śląskie                          | województwo                       |
| PL-28   | warmińsko-mazurskie              | województwo                       |
| PL-30   | wielkopolskie                    | województwo                       |
| PL-32   | zachodniopomorskie               | województwo                       |

### Kody przed 26 listopada 2018

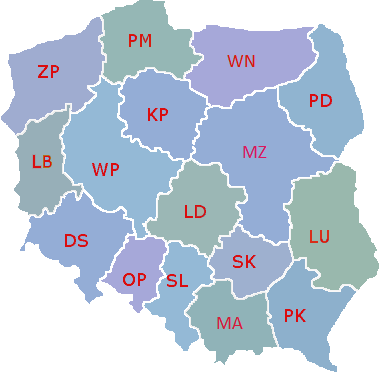
Poprzednio wykorzystywane kody ISO

| Kod ISO | Nazwa jednostki administracyjnej | Rodzaj jednostki administracyjnej |
| ------- | -------------------------------- | --------------------------------- |
| PL-DS   | dolnośląskie                     | województwo                       |
| PL-KP   | kujawsko-pomorskie               | województwo                       |
| PL-LB   | lubuskie                         | województwo                       |
| PL-LD   | łódzkie                          | województwo                       |
| PL-LU   | lubelskie                        | województwo                       |
| PL-MA   | małopolskie                      | województwo                       |
| PL-MZ   | mazowieckie                      | województwo                       |
| PL-OP   | opolskie                         | województwo                       |
| PL-PD   | podlaskie                        | województwo                       |
| PL-PK   | podkarpackie                     | województwo                       |
| PL-PM   | pomorskie                        | województwo                       |
| PL-SK   | świętokrzyskie                   | województwo                       |
| PL-SL   | śląskie                          | województwo                       |
| PL-WN   | warmińsko-mazurskie              | województwo                       |
| PL-WP   | wielkopolskie                    | województwo                       |
| PL-ZP   | zachodniopomorskie               | województwo                       |